# 关于简化和协调海关业务制度的国际公约
关于简化和协调海关业务制度的国际公约（英語：International Convention on the simplification and harmonization of Customs procedures），简称京都公约（英語：Kyoto Convention），是1973年世界海关组织（时称海关合作理事会）制订的国际公约。公约订于日本京都，于1974年9月25日生效，保存人是海关合作理事会秘书长。

## 背景
各缔约国注意到各国海关业务制度纷繁，会阻碍国际贸易和交流；考虑到推进国际合作能使各国均沾其利；考虑到海关业务制度的简化协调，能对发展国际贸易和交流做出贡献，制订本公约各条款。

## 内容
公约为海关合作理事会设立了常设技术委员会，负责：
1. 拟具新附约并向理事会建议予以采纳并纳入本公约；
2. 向理事会提出本公约和附约的修正案；
3. 对实施本公约提出意见；
4. 执行理事会交办的关于本公约条款的各项任务。